# Международный аэропорт имени В. К. Бёрда
Международный аэропорт имени В. К. Бёрда (англ. V. C. Bird International Airport) (ИАТА: ANU, ИКАО: TAPA), ранее Международный аэропорт Кулидж — международный аэропорт, расположенный на острове Антигуа, в 8 километрах северо-восточнее Сент-Джонса, столицы Антигуа и Барбуды.

## История

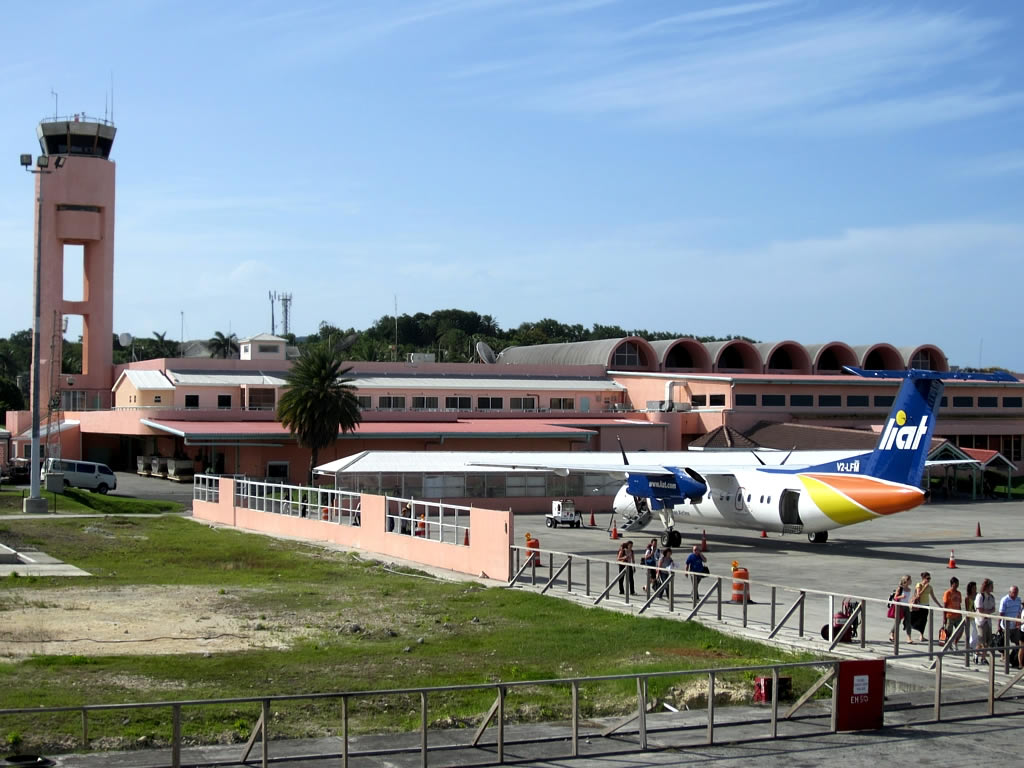
Старый терминал, использующийся как управление аэропорта.

Первоначально аэропорт находился в ведении ВВС США.
Аэропорт был построен как база ВВС Армии США в 1941 году и назван аэродромом Кулидж в честь капитана Гамильтона Кулиджа, пилота Авиационной службы Армии США, погибшего в Первой мировой войне.
В 1948 году аэродром был переименован в базу ВВС Кулидж, она была закрыта в результате бюджетных сокращений в 1949 году, при этом право на повторное использование сохранилось за Соединёнными Штатами. Впоследствии были достигнуты соглашения с Соединённым Королевством, а затем и с правительством Антигуа и Барбуды о создании и техническом обслуживании средств слежения за ракетами. Авиационная станция Антигуа была создана на территории бывшей авиабазы Кулидж. С 2011 года НАСА продолжает использовать центр Антигуа для отслеживания запусков по мере необходимости; и сделал это для запуска Марсианской научной лаборатории 26 ноября 2011 года.
После закрытия базы в 1949 году он стал гражданским аэропортом. До 1985 года он был известен как международный аэропорт Кулидж, а затем был назван в честь сэра Вира Корнуолла Бёрда, первого премьер-министра Антигуа и Барбуды.
В декабре 2005 года Millennium Airport Corporation Антигуа и Барбуды объявила о проведении тендеров на строительство первой очереди нового пассажирского терминала, предназначенного для обслуживания аэропорта в течение 30 лет. В 2012 году они объявили о строительстве своего второго терминала.
Новый терминал начал работу 26 августа 2015 года. Все рейсы выполняются из нового терминала. Терминал занимает площадь 23 000 квадратных метров, с четырьмя реактивными мостами, современными средствами досмотра, современными средствами обработки и наблюдения за пассажирами, а также системой видеонаблюдения. Он включает 46 стоек регистрации, 15 киосков самостоятельной регистрации, 5 багажных каруселей, мини-фуд-корт, несколько VIP-залов, банк, розничные магазины, первоклассные залы ожидания, рестораны и другие объекты. Другие улучшения включали недавно построенную автостоянку; параллельно старому терминалу, вместе с другими объектами аэропорта.

## Наземный транспорт
Основными транспортными средствами являются такси и прокат автомобилей, автобусное сообщение с аэропортом отсутствует.

## Другие данные
- Управление гражданской авиации Восточного Карибского бассейна находится на территории аэропорта[8] .
- В аэропорту находится фреска авторства Хизер Дорам, с национальными костюмами Антигуа и Барбуды[9].

## Статистика
Аэропорт был открыт 20 августа 2015 года и имеет пропускную способность обработки 1700 пассажиров. Аэропорт открыт 24 часа в сутки и обслуживается более чем 17 авиакомпаниями.

## Авиакатастрофы и происшествия
- 10 мая 2004 года de Havilland Canada DHC-8-311 авиакомпании Liat совершил аварийную посадку после того, как одно из его колес оторвалось вскоре после взлета. Полет, управляемый авиакомпанией, базирующейся в Антигуа, отправился из Сент-Мартен по пути в Сент-Китс, когда, как сообщается, одно из его колес отпало. Самолёт смог безопасно приземлиться на три оставшихся колеса, не повредив фюзеляж. Ни один из 24 пассажиров и три члена экипажа не пострадали. Авиакомпания начала расследование инцидента.
- 12 ноября 2008 года Самолет De Havilland Dash 8-311 авиакомпании Liat должен был приземлиться в международном аэропорту имени Роберта Брэдшоу в Сент-Китсе, но был перенесен на Антигуа из-за сообщения о проблеме с шасси. Оказалось, что шасси в порядке, а индикаторы в кабине дали ложное сообщение. Пожарные, медицинский персонал и полиция были настороже, но после очистки самолет безопасно приземлился в аэропорту Сент-Китса
- 7 октября 2012 года Britten-Norman Islander авиакомпании Flymontserrat, взлетел, а затем потерпел крушение в нескольких футах от взлетно-посадочной полосы, убив пилота и 2 из 3 пассажиров на борту[11]. Причиной стало значительное загрязнение топлива самолета водой[12].